# Sindrome di Bartter
La sindrome di Bartter  è una tubulopatia autosomica recessiva caratterizzata da un'alcalosi ipokaliemica, perdita di sali e ipotensione, associata a una ipercalciuria. Deve il suo nome a Frederic Crosby Bartter.
Non deve essere confusa con la sindrome di Schwartz-Bartter, una malattia dovuta ad alterazioni nell'attività dell'ormone antidiuretico o dei suoi recettori.

## Classificazione

### Tipo I
Appare nella prima infanzia. I pazienti sono dei prematuri di donne con polidramnios e sviluppano una disidratazione severa nei primi mesi di vita.
La forma è dovuta a una mutazione del gene SLC12A1 (cromosoma 15q15-21), che codifica per il cotrasportatore Na+/K+/2Cl-, detto NKCC2, che si trova nel tratto ascendente spesso dell'ansa di Henle. Si ottiene quindi una diminuzione del riassorbimento del sodio e del cloro con ipovolemia per perdita di sali. Anche il riassorbimento del calcio dipende dall'attività del cotrasportatore e quindi si ha un'ipercalciuria.
L'alcalosi ipokaliemica è provocata da un'attivazione del sistema renina-angiotensina-aldosterone.

### Tipo II
Non ci sono differenze fenotipiche con la prima forma.
In questo caso il gene mutato, KCNJ1 (11q21-25),  codifica per il canale ROMK, canale potassico apicale dipendente dall'ATP. Questo canale è importante per reintrodurre il potassio escreto dallo scambiatore sodio-potassio-cloro.
In entrambe queste due prime forme si rileva normomagnesemia.

### Tipo III
Sindrome di Bartter classica: differente fenotipicamente dagli altri due tipi. Non c'è nefrocalcinosi e il 30% dei soggetti presenta ipomagnesemia.
La causa è la mutazione del gene CLCNKB, sito sul 1p36, che codifica per dei canali per il cloro basolaterali.

### Tipi IV e V
Coinvolto nella forma 4 è il gene BSND (1p31), che codifica per la barttina, una sottounità del canale del cloro.
Nella variante 5, trasmessa come carattere autosomico dominante, vi sono mutazioni eterozigoti del gene CASR (3q13.3-q21), che codifica per un recettore del calcio.

### Pseudosindrome di Bartter
Caratterizzata da abuso di lassativi e diuretici, colpisce frequentemente le donne giovani che lavorano in ambito-medico sanitario.
Eventualmente è presente anoressia.
La clinica è come nella sindrome di Bartter.

### Sindrome di Gitelman
Variante con ipocalciuria che deve il suo nome a Hillel Gitelman. SLC12A3, il gene mutato, è trasmesso in maniera autosomica recessiva, è sito su 16q13 e codifica per un cotrasportatore sodio-cloro nel tubulo distale del nefrone.

## Trattamento
La terapia in tutte le forme consiste nella sostituzione potassica, tranne nella pseudo-Bartter, dove il trattamento consiste in assistenza psicologica e individuazione del farmaco in causa.